# Royal Commonwealth Society
Die Royal Commonwealth Society (RCS) ist eine Gesellschaft von Menschen und Organisationen die die Verbesserung der Lebensbedingungen und -aussichten aller Bürger des Commonwealth zum Ziel haben. Durch Empowerment von jungen Menschen, Ausbildung und Lobbyarbeit fördert die Gesellschaft die Alphabetisierung, Gleichberechtigung und Inklusion sowie Umwelt für Bürger der 54 Mitgliedsstaaten des Commonwealth of Nations. Die Gesellschaft ist unabhängig von Regierungen und beruht zur Finanzierung einzig auf Spenden. Gleichzeitig kann die Gesellschaft direkt auf Wirtschaftskreise oder diplomatische Kreise zugehen und übernimmt damit eine Schlüsselrolle in der Verfolgung ihrer Ziele.
Organisiert ist die RCS als gemeinnützige Gesellschaft mit Royal Charter mit der Charity-Nr. 226748 (RC000469).

## Geschichte
Am 26. Juni 1868 gründete eine Gruppe interessierter Bürger eine literarische und wissenschaftliche Gesellschaft, die Colonial Society, mit dem Ziel, die damaligen britischen Kolonien besser zu verstehen. Unter den Gründern befanden sich bekannte Persönlichkeiten der damaligen Zeit, beispielsweise, George Keppel, Viscount Bury und erster Präsident der Gesellschaft, Chichester Parkinson-Fortescue einem Unterstaatssekretär im Außen- und Kolonialministerium und der vormalige Kanzler der University of Sydney, Charles Nicholson. Die Anfänge waren bescheiden und suchten die Einrichtung eines Leseraums mit einer kleinen Bibliothek, wo man Angelegenheiten der Kolonien und des Empires diskutieren konnte.
Nur ein Jahr nach der Gründung erlaubte Königin Victoria die Verwendung des Prädikats „Royal“. Die Gesellschaft änderte daraufhin 1870 ihren Namen in Royal Colonial Institute. Als erstes asiatisches Mitglied trat der Sohn des japanischen Premierministers, Ji ju Sanjo, 1872 bei. Erstes afrikanisches Mitglied wurde 1879 Samuel Bannerman von der Goldküste. Literarische Wettbewerbe zu Kolonialthemen ab 1883 interessierten breitere Bevölkerungsschichten. 1885 fand die Gesellschaft nach einer ganzen Reihe von Adressen ihr vorläufiges Hauptquartier in der Northumberland Ave. in London. 1907 galt die Bibliothek der Gesellschaft mit 70.000 Bänden als die beste im Britischen Empire zu Kolonialthemen. Dabei mussten die Bibliothekare der Gesellschaft sich Versuchen erwehren, die Bibliothek in das Colonial Institute zu überführen.
Ab 1910 wurden Zweiggesellschaften in größeren britischen Städten, auf den Westindischen Inseln, auf Ceylon und in Indien gegründet. Gleichzeitig wuchs die Bibliothek bis 1914 auf über 100.000 Bände an. Ebenfalls 1910 übernahm Evans Lewin sein Amt als Bibliothekar der Gesellschaft, ein Amt, das er für 36 Jahre halten würde und damit wesentlich zu der weltweiten Reputation der Institution beitrug. Die Gesellschaft überdauerte die Jahre des Ersten Weltkriegs und ließ als erste Gesellschaft 1922 weibliche Mitglieder mit allen Rechten zu, und förderte eine junge und diverse Mitgliederschaft. Der Zugang zur Bibliothek blieb auch in den Kriegswirren offen. 1928 ändert sich der Name in Royal Empire Society (RES) und erlaubt ab 1931 Asiaten und Farbige als Vollmitglieder.
Auch im Zweiten Weltkrieg konnte Lewin den Zugang zur Bibliothek aufrechterhalten. Nach der Schließung der Bibliotheken des Chatham House, der London School of Economics und des British Museum, 1939, war die Bibliothek der RCS praktisch die einzige verbleibende Bibliothek für BBC oder auch das Foreign and Commonwealth Office. Die einzige Ausnahme war der deutsche Angriff vom 16. April 1941, bei dem eine Bombe das Gebäude verwüstete und mehrere Tausend Bände vernichtete. Ein reduzierter, aber funktionierender Bibliotheksbetrieb wurde nur eine Woche später erneut angeboten. Erst 1956 wurden die letzten Reparaturen zur Behebung der Schäden abgeschlossen.
Drei Monate nachdem Ghana 1957 als erstes Land Subsahara-Afrikas die Unabhängigkeit von Großbritannien erlangte, besuchte der damalige Premierminister und spätere Präsident Ghanas, Kwame Nkrumah, England und hielt einen Vortrag vor der Gesellschaft. Er wurde der erste in einer Reihe von afrikanischen Führern, die die Gesellschaft beehrten. Die Gesellschaft wurde zu einem Zentrum diverser Ideen und Entwürfe, und bot den Führern eine Plattform, um die Apartheid zu bekämpfen. Das reflektierte auch die Namensänderung, 1958 in Royal Commonwealth Society, unter dem die Gesellschaft seither firmiert. Unter diesen Führern waren nach Nkrumah auch Oliver Tambo, Thabo Mbeki, „Chief“ Buthelezi und Desmond Tutu in den 1980ern und Nelson Mandela, 1990. Kenneth Kaunda, damals Präsident von Sambia hielt 1965 eine umstrittene Rede vor der Gesellschaft, in der er die Situation im damaligen Rhodesien mit Hitlerdeutschland verglich und versuchte den Einsatz von Gewalt zu rechtfertigen.
1991 war auch ein Jahr der Katastrophen. Nach 123 Jahren ununterbrochener Öffnung musste die RCS angesichts drohender Zahlungsunfähigkeit ihre Bibliothek zur Deckung von Außenständen einsetzen und verlor damit einen wertvollen Kulturschatz. Die Bibliothek mit all ihren Schätzen wurde in Teile zerlegt und verkauft. Der größte Teil der Bestände wurde in die Cambridge University Library überführt. Reste blieben auf Mikrofilm erhalten. Der Umfang der Sammlung war beeindruckend. Ca. 300.000 Bücher, 900 Archivsammlungen (Manuskripte, Tagebücher, Briefe, Bilder, Filme usw.) und über 125.000 Fotografien. Auch große Teile des Gebäudes in der Northumberland Ave. wurden für den Schuldendienst verkauft.
2013 wird die Royal Charter mit Zustimmung des Privy Council überarbeitet und erneuert. Die Gesellschaft ist nun nicht länger eine Mitgliederorganisation, sondern wird zu einer Nichtregierungsorganisation. Damit passt sich die Gesellschaft der veränderten politischen Landschaft an und feierte 2018 die 150-Jahr-Feier in der Anwesenheit von Camilla, Duchess of Cornwall, der neu ernannten Vize-Patronin der Gesellschaft.

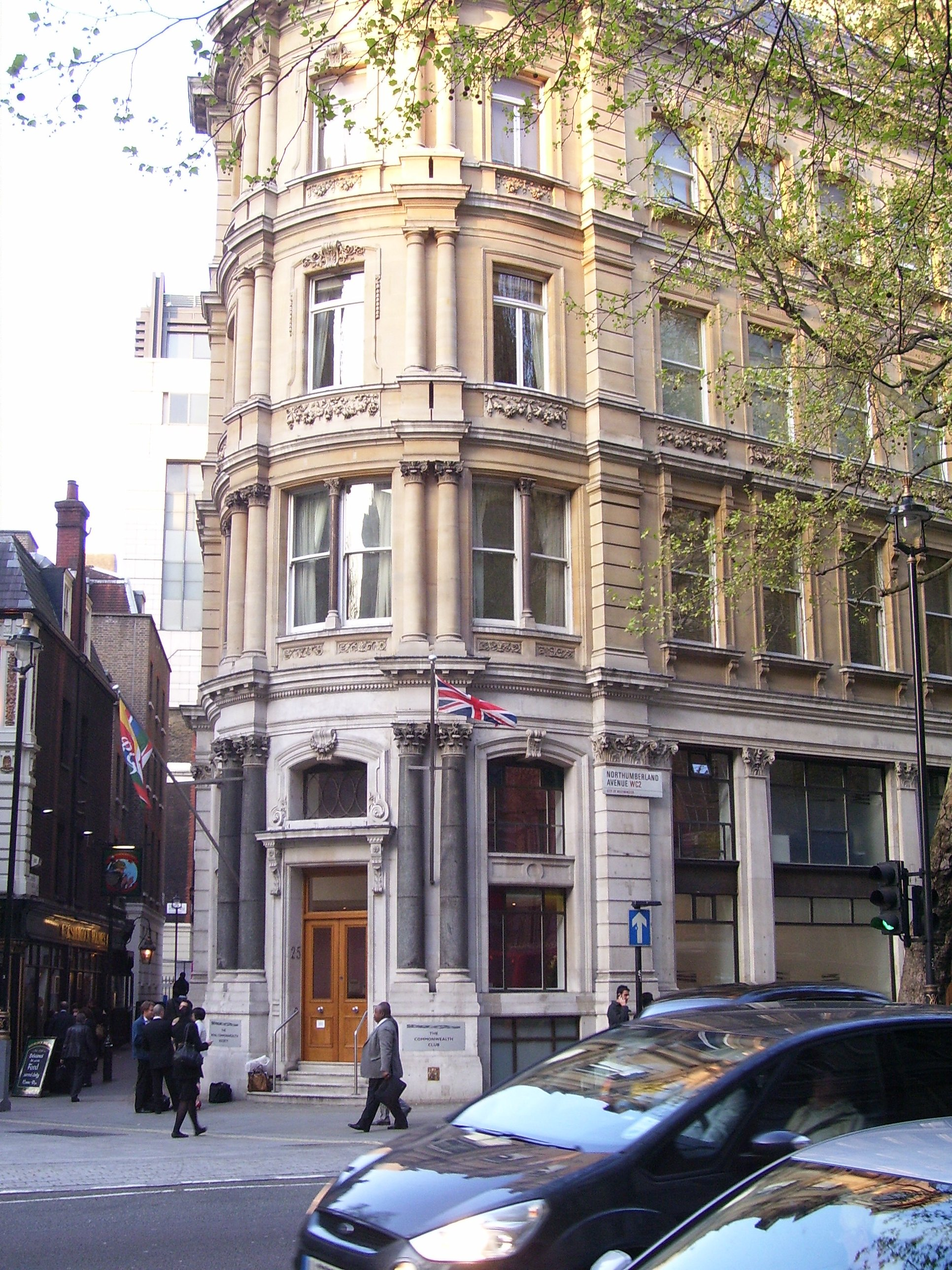
Commonwealth Club, 25 Northumberland Avenue, Hauptquartier der Gesellschaft von 1885 bis 2013
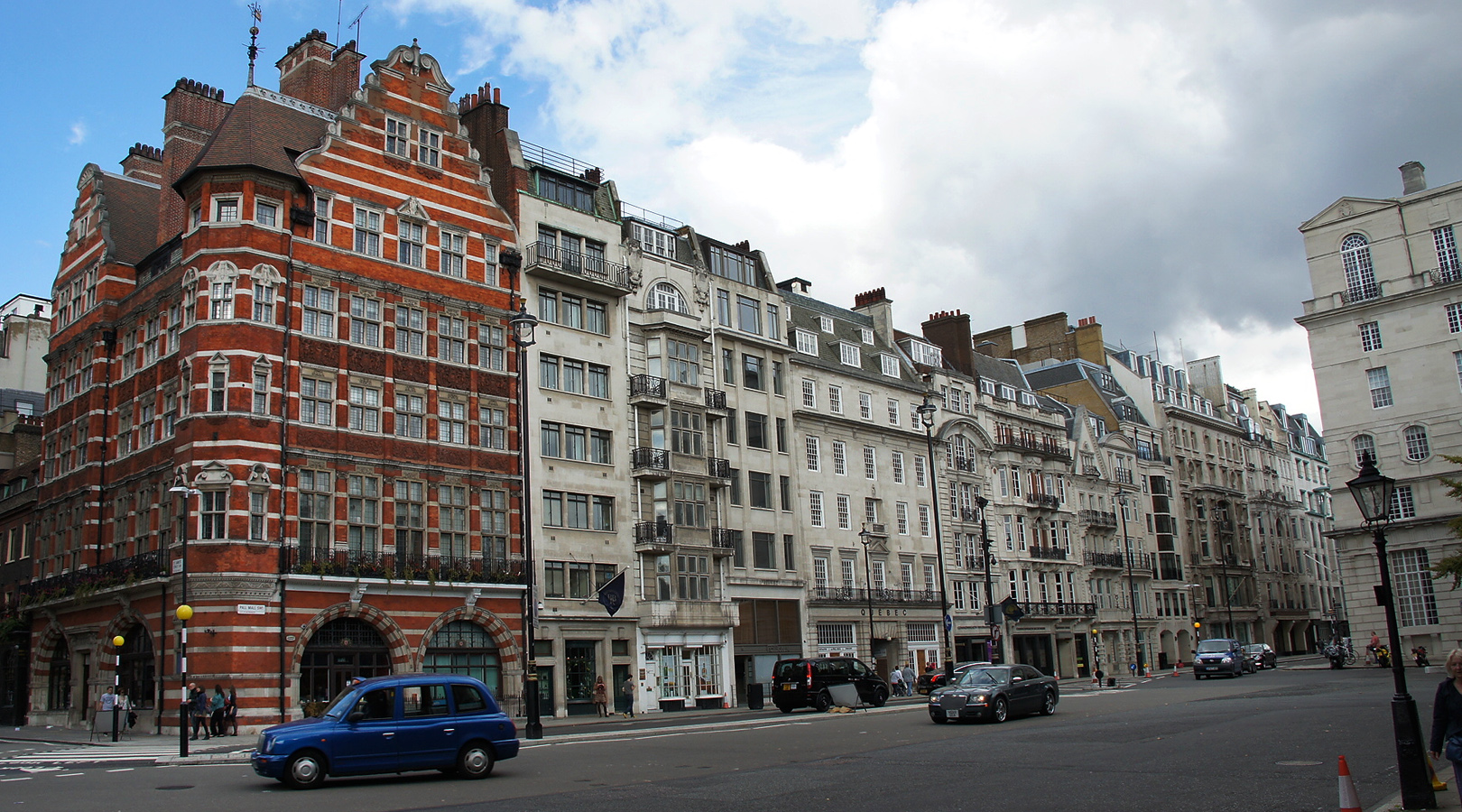
Pall Mall mit dem Commonwealth House
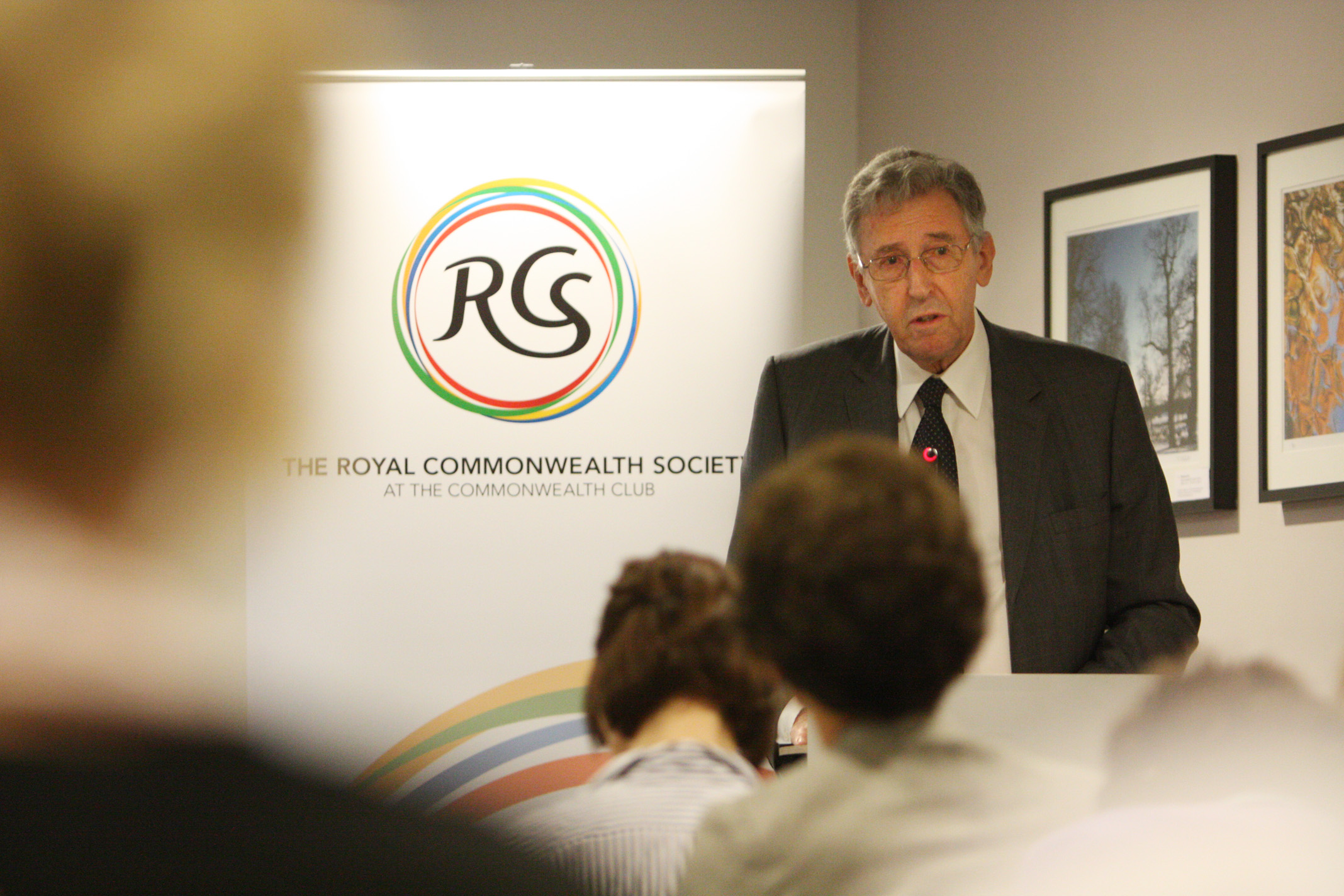
David Howell bei einer Rede vor der RCS am 29. September 2011
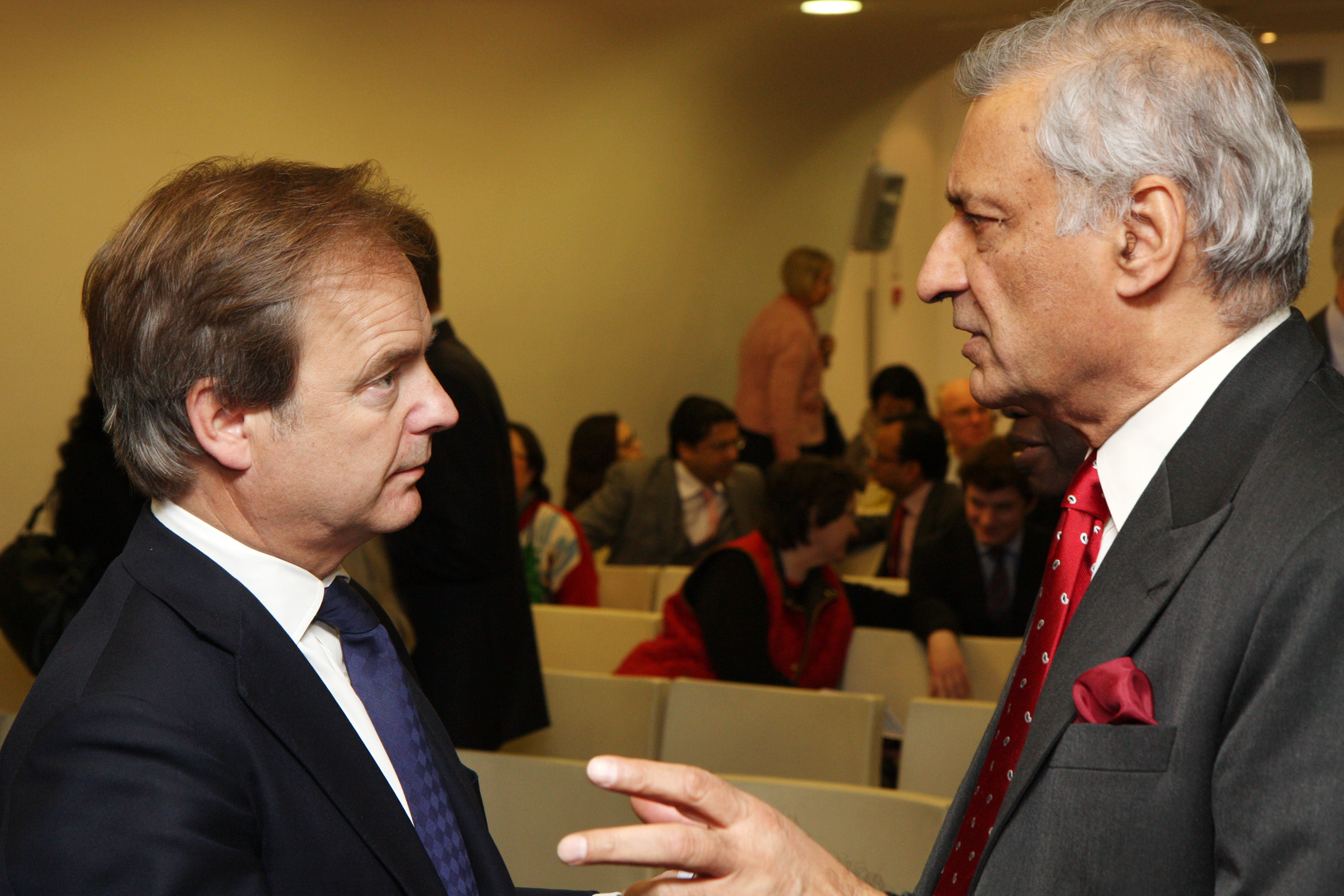
Der damalige britische Außenminister Hugo Swire mit dem Generalsekretär des Commonwealth of Nations, Kamalesh Sharma am 18. Dezember 2012 bei der RCS
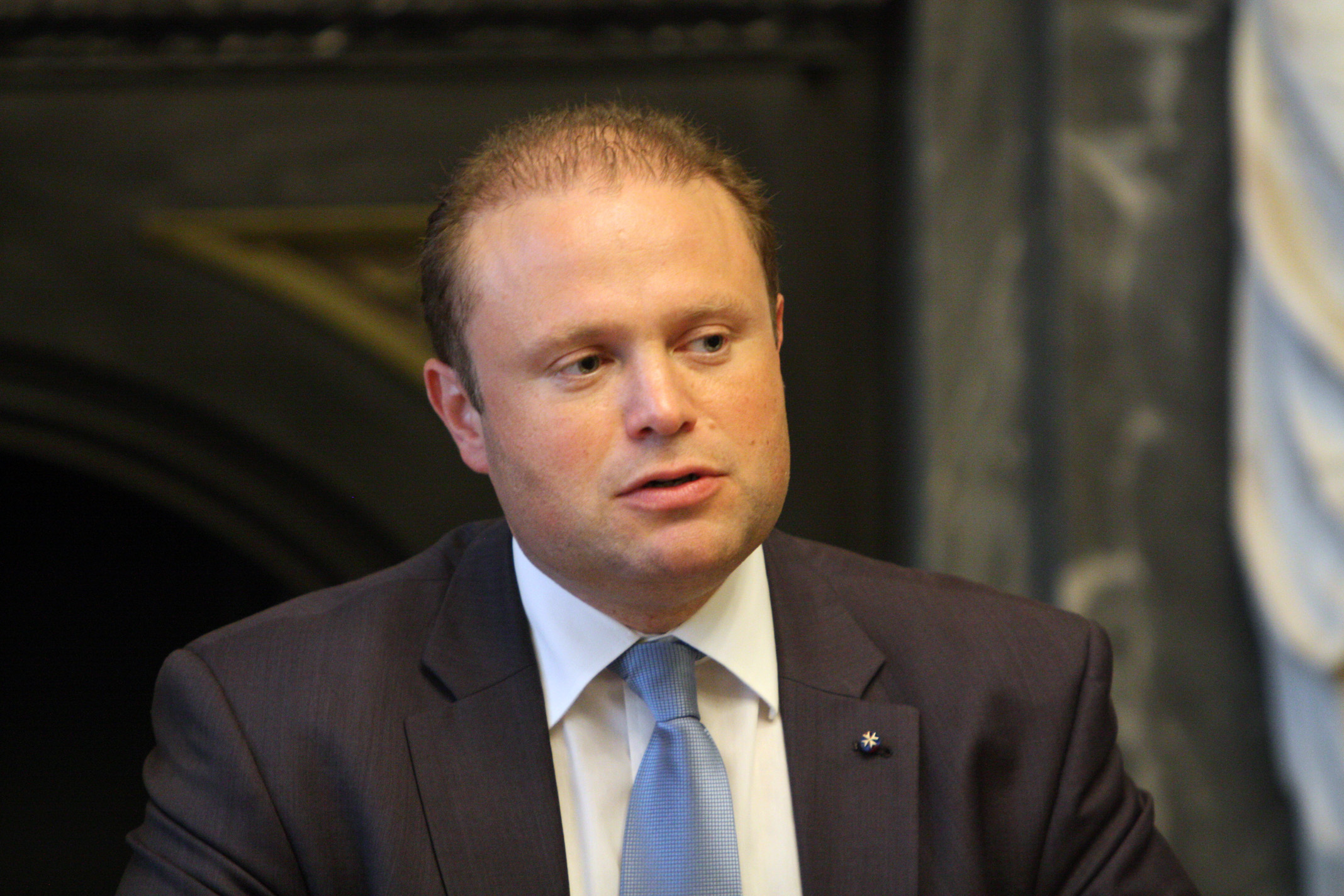
Premierminister von Malta, Joseph Muscat bei der RCS am 21. Juli 2014

## Organisation
Das leitende Gremium der Charity ist das Council, das sich zusammensetzt aus:
- dem Präsidenten der Gesellschaft
- der oder dem Vorsitzenden („Chair“)
- dem Treasurer
- bis zu zwölf weiteren Treuhändern („Trustees“)

Mitglieder werden auf vier Jahre ernannt und dürfen einmal wiedergewählt werden. Das Council entscheidet die strategische Ausrichtung der Organisation. Darüber hinaus erstellen sie den Jahresabschluss und gewährleisten die regelkonforme Buchhaltung.
2019 traten alle Ehren-Vizepräsidenten der Organisation von ihren Ämtern zurück, so dass nur zwei verblieben, Karim Aga Khan IV. und der Generalsekretärin des Commonwealth of Nations, Patricia Scotland.